# Platelets
Platelets is een internationaal, aan collegiale toetsing onderworpen wetenschappelijk tijdschrift op het gebied van de celbiologie en de hematologie. Het wordt uitgegeven door Informa Healthcare namens de British Library en verschijnt 8 keer per jaar. Het eerste nummer verscheen in 1990.